# Кашин Володимир Леонідович
Кашин Володимир Леонідович (*12 квітня (31 березня за ст. ст.) 1917 — 17 квітня 1992) — український письменник.

## Біографія
Народився 30 березня 1917 р. у м. Кобеляки на Полтавщині в родині фотографа. Закінчив Київський державний університет ім. Т. Г. Шевченка (1941). Учасник Другої Світової війни. Працював у видавництві «Молодь» та журналі «Дніпро». 
Дебютував 1942 року. Автор збірок оповідань для дітей: «Після салюту» (1949), «Мои друзья» (1953), «Оповідання» (1956), повісті: «З нами були дівчата» (1959), дилогії «Гнані крізь морок» (1964) та «Навздогін за життям» (1970), романів «Дівчина долі шукала» (1957; у співавт. із В. Єфимовим), «На вечірнім прузі» (1962), «Тайники розкриваються вночі» (1967).
Автор циклу детективних повістей «Справедливість — моє ремесло», центральним героєм яких є інспектор карного розшуку Дмитро Коваль. Цикл складають повісті та романи: «Вирок було виконано» (1968), «Таємниця забутої справи» (1972), «Тіні над Латорицею» (1974), «Чужа зброя» (1976), «По той бік добра» (1979), «Сліди на воді» (1981). Також вийшли окремо роман «Кривавий блиск алмазів», повісті «І жодної версії» та «Готується вбивство», п'єса «Легкі гроші» (1980).
Головний герой — Дмитро Іванович Коваль — колишній учасник Другої світової війни, родом із Полтавщини, працює у карному розшуку Києва, а згодом у Міністерстві внутрішніх справ. Його «метод» — т.зв. «теорія жертви» — переконання, що вивчення особи, проти якої було скоєно злочин, її життя і обставин, що її оточували, здатне вивести на злочинця. Дмитро Коваль — активний розшуковець, хоча у найгостріші моменти він прагне усамітнитися наодинці з природою, аби систематизувати всі отримані слідством відомості й вирахувати злочинця. Інспектор — вдівець, виховує доньку Наталку, студентку спершу філологічного, потім юридичного факультетів; у третій книжці з'являється його нова обраниця, Ружена Станкевич, з якою він згодом одружується.
Справи, які розслідує Коваль, побутові — «Вирок було виконано», «І жодної версії», «Готується вбивство», та з політичним присмаком — «Таємниця забутої справи» (злочинцями є отаман 1920-х років та есери), «Тіні над Латорицею» (злочинець колишній поліцай), «Чужа зброя» (фігурує п'ятидесятник, колишній воєнний злочинець), «Кривавий блиск алмазів» (фігурують білогвардієць, гестапівець та колаборантка). Але, попри політичні мотиви, детективи мало позначені радянським пафосом.
За його романом «Чужа зброя» А. Іванов створив фільм «У привидів у полоні» (1984). 
Нагороджений орденом Великої Вітчизняної війни II ст., медалями. 
Був членом Спілки письменників України. 
За цикл детективних творів нагороджений премією МВС СРСР.